# Krenosmittia halvorseni
Krenosmittia halvorseni is een muggensoort uit de familie van de dansmuggen (Chironomidae). De wetenschappelijke naam van de soort is voor het eerst geldig gepubliceerd in 1986 door Cranston and Saether.